# Мунккиниеми
Му́нккиниеми (фин. Munkkiniemi, швед. Munksnäs) — крупный район на юго-западе города Хельсинки, граничащий с Эспоо.
Состоит из микрорайонов: Ванха Мунккиниеми, Куусисаари, Лехтисаари, Мунккивуори, Ниеменмяки и Талинранта.

## Название
В переводе с шведского — «монашеский мыс». Длительное время финны также употребляли название «Мунксняяси» и лишь в начале XX столетия за районом закрепилось нынешнее название.

## История
Впервые район упоминается в 1540 году под названием Мункснебю (швед. Munxneby). Предположительно, название связано с действовавшим с начала XIV века в Эстонии цистерцианским монастырем Падизе, которому в 1351 году шведский король Магнус Эрикссон по политическим причинам передал обширные земельные угодья, включавшие в себя волости в Борго и Гельсингфорсе, а также право на ловлю рыбы в реке Ванда. Богатый рыбный улов везли на продажу в Стокгольм и Таллинн в связи с чем монастырь дорожил этим местом, а Мунккиниеми и Мунккисаари были важными точками в средневековой торговой логистике. Недовольство местных крестьян, считавших рыбную ловлю своей, выливалось в регулярные стычки между ними и наёмными монастырскими работниками. В этой связи в 1428 году цистерианцы продали эти владения епископу Або с сохранением права на часть дохода от земли.
После реформации, введенной королем Густавом I Вазой, церковные владения в результате редукции перешли к шведской короне. Вплоть до XIX века, когда Финляндия по Фридрихсгамскому договору стала частью Российской империи, территории Мунккиниеми находились во владении шведского дворянства.

### Поместье Мунккиниеми

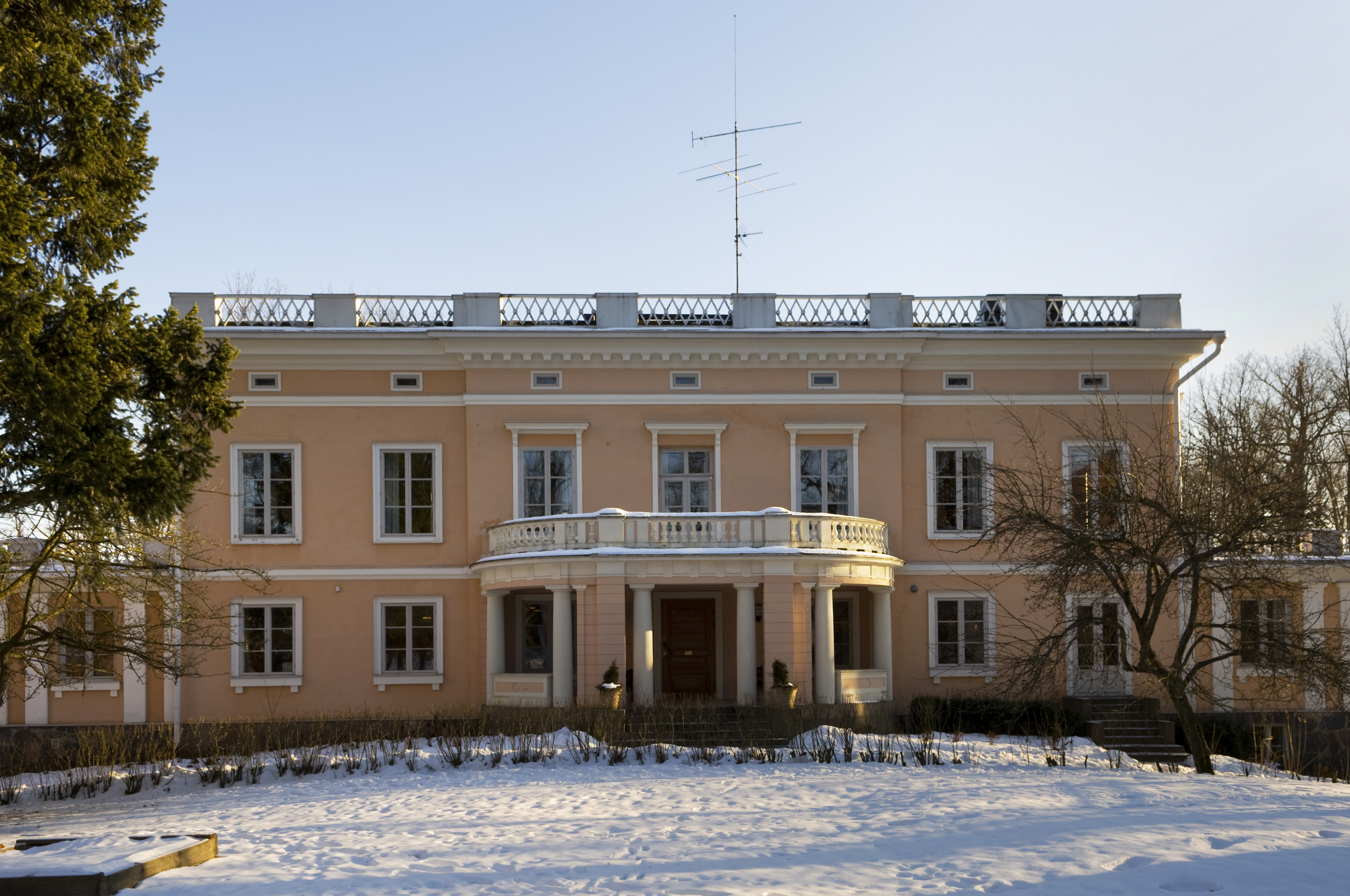
Здание поместья

Первые упоминания о поместье в Мунккиниеми относятся к 1759 году, когда землю купил шведско-голландский дворянский род Маттхейзенов. При поместье также были устроены лесопилка, мельница и небольшой кирпичный завод. В 1815 году было построено сохранившееся до наших дней здание усадьбы в стиле ампир.

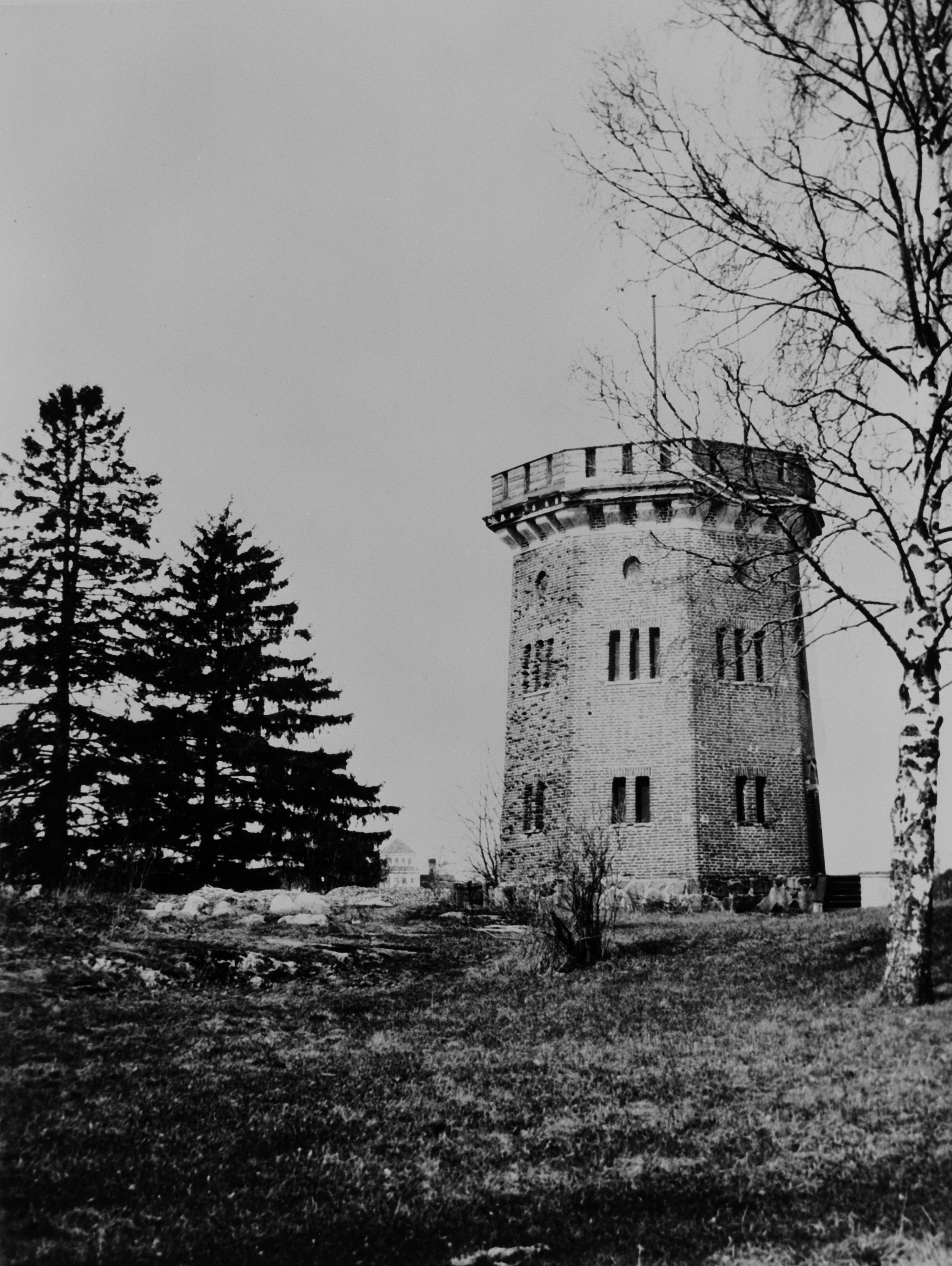
Башня

В первой четверти XIX века поместье выкупил пехотный генерал Российской императорской армии барон Андерс Эдвард Рамзай. Род Рамзаев имел шотландские корни, но потомки были шведскими подданными. Рамзай нанял для перестройки поместья самого известного финского архитектора своего времени — Карла Людвига Энгеля. По проекту оно должно было напоминать дворец Хага близ Стокгольма.
В 1910 году последний владелец из рода Рамзаев продал 517 гектаров поместья частному акционерному обществу. В настоящее время главное здание усадьбы принадлежит корпорации Kone.
Неподалеку от поместья расположена шестигранная кирпичная башня, построенная в 1840 году и предназначавшаяся изначально для сушки и хранения зерна. В 2006 году бывшее зернохранилище было выкуплено финским рок-музыкантом Вилле Вало и превращено в элитное жильё.

### Пансионат

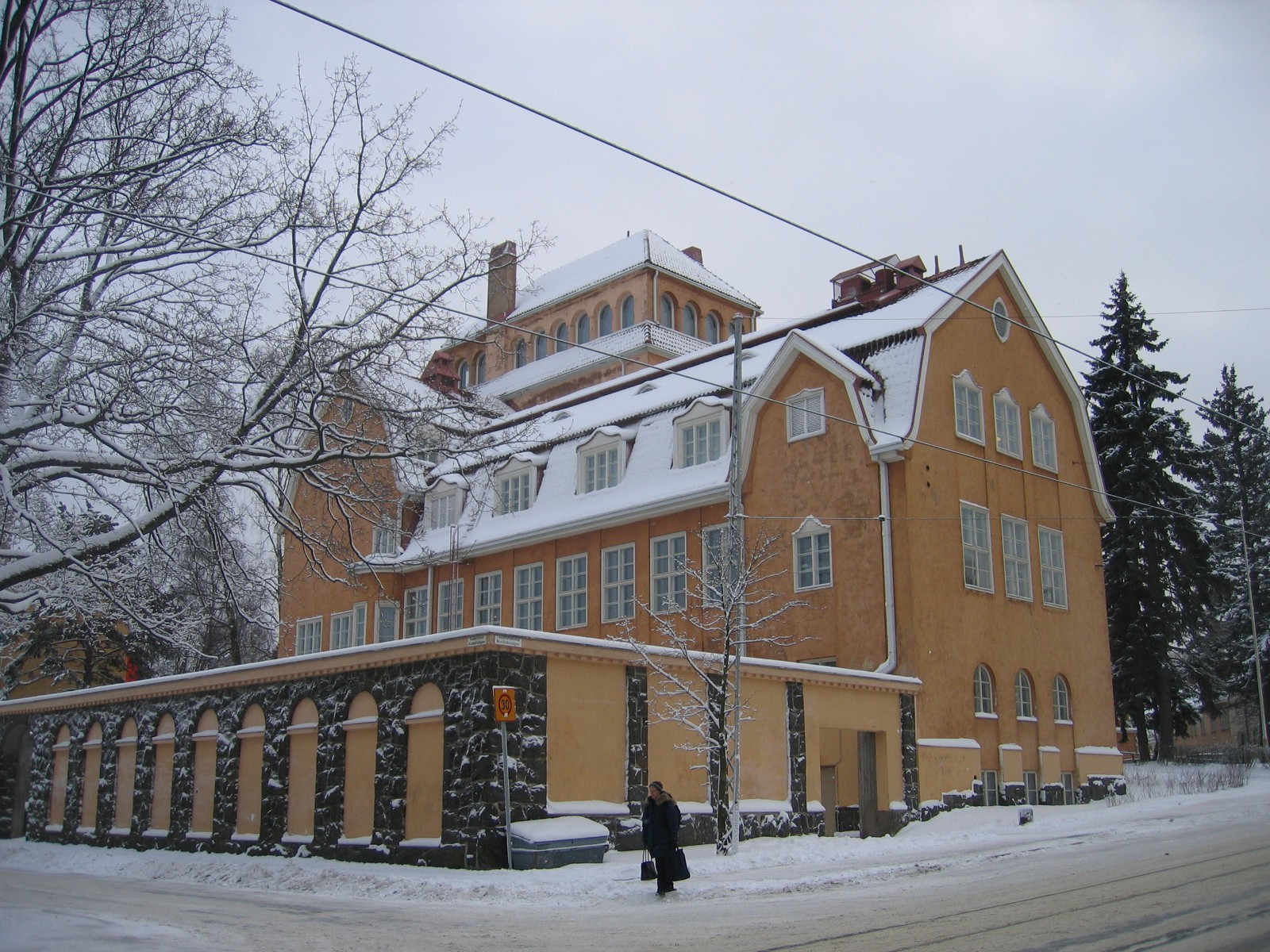

Крупнейшим строительным проектом начала XX века в районе стало строительство пансионата Мунккиниеми. Для привлечения состоятельной публики к 1918 году было построено респектабельное здание. Архитектором выступил Элиель Сааринен.
В 1920 году пансионат разорился, здание было выкуплено государством и в нём разместили кадетское училище.
В 2019 году был представлен проект реконструкции здания под элитное жильё. Хотя само здание представляет собой памятник архитектуры и охраняется государством, было принято решение об изменении внутренней планировки и приспособлении площадей под квартиры.

### Вилла Аалто

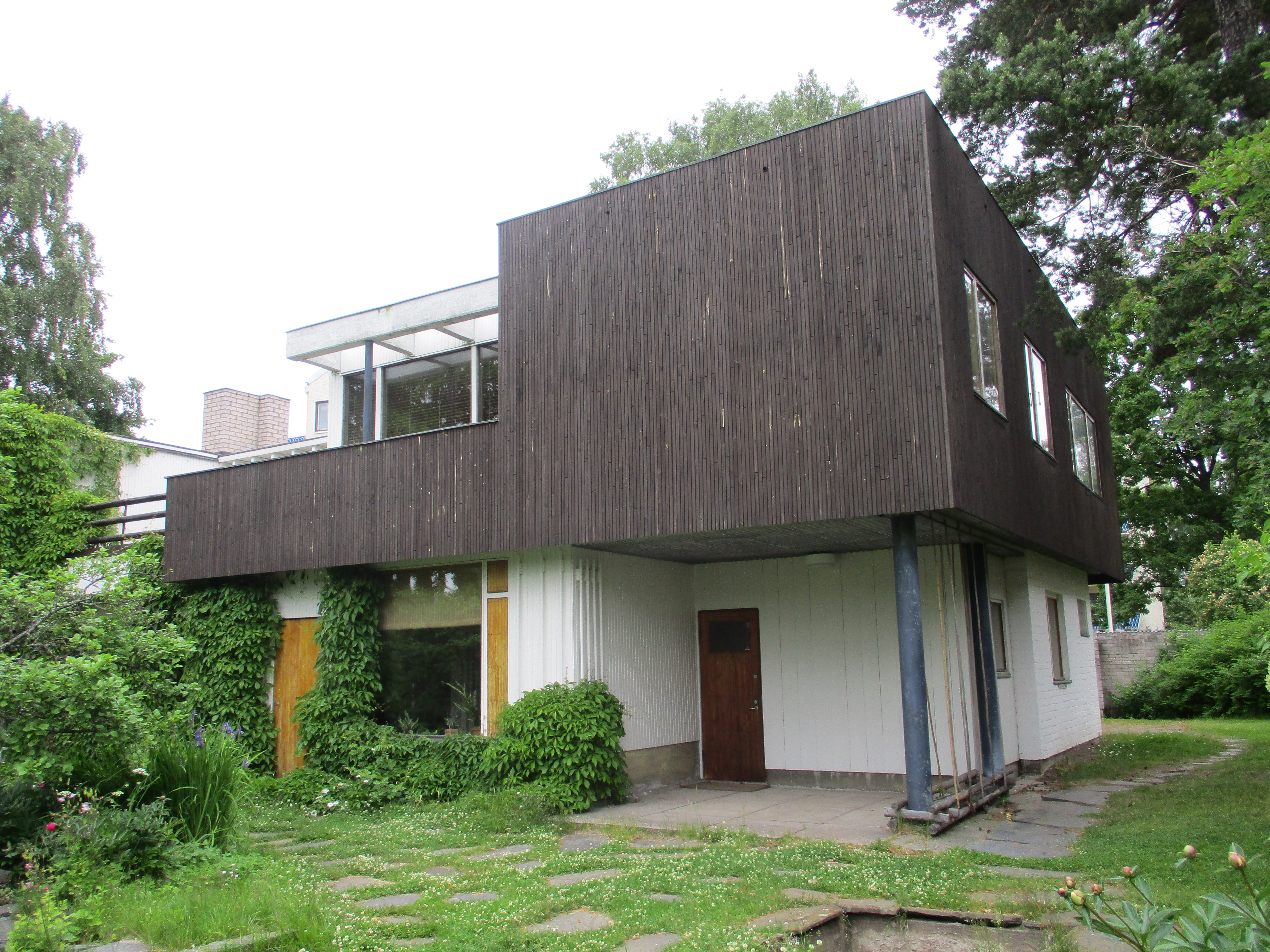
Вилла Аалто

В 1936 году в Мунккиниеми переехал финский архитектор Алвар Аалто, выстроивший для себя виллу, в которой в настоящее время действует музей Аалто.
Архитектор проживал в особняке до своей кончины, последовавшей в 1976 году. После этого до 1994 года в доме проживала его вдова.
В 1982 году вилла была включена в официальный реестр зданий находящихся под охраной государства, а в 2000-х на средства муниципалитета и Министерства образования в ней был проведён реставрационный ремонт.

### Каластаяторппа
Отель «Каластаяторппа» («Рыбацкая изба») или на городском сленге — «Фискис» изначально представлял из себя настоящую рыбацкую избу, в 1915 году переделанную в аутентичное кафе.
В 1930-е семья Fazer превратила кафе в ресторан, одновременно перестроив и расширив здание. Сейчас оно находится под охраной государства. Официально Каластаяторппа входит в сеть отелей «Хилтон». В отеле останавливались: Рональд Рейган, Билл Клинтон, Джордж Буш, Дональд Трамп, Леонид Брежнев, Борис Ельцин, Владимир Путин, Михаил Горбачёв, Гельмут Шмидт и другие.

## Достопримечательности
- Художественный музей Дидрихсена (Куусисаари[англ.])
- Покровский храм